# War & Peace (Volume 1 The War Disc)
War & Peace (The War Disc) is Ice Cube's eerste solo-album in vijf jaar. Kort staat het album ook bekend als War. Het album geeft een beetje de stijl van een horrorfilm. Ice Cube, actief sinds 1984, komt bijvoorbeeld met een nummer genaamd Dr. Frankenstein, waarop hij zichzelf herkent als vader van de gangstarap en alle "nepperds" bekritiseert.
Hoewel Ice Cube nog op verschillende tracks zijn politieke en sociale zelf laat horen, is het album een stuk minder politiek dan zijn releases van begin jaren 90. Opvallendste nummer is Fuck Dying, met KoЯn, een combinatie van twee hardcore muziekstijlen. Het album kondigt ook het volgende album aan, War & Peace (Volume 2 The Peace Disc) wat volgens het albumboekje begin 1999 zou uitkomen maar op zich tot 2000 liet wachten.

## Tracklist
| Nummer | Titel                              | Artiest                          | Duur |
| ------ | ---------------------------------- | -------------------------------- | ---- |
| 1      | Ask About Me                       | Ice Cube                         | 3:06 |
| 2      | Pushin' Weight                     | Ice Cube & Mr. Short Khop        | 4:35 |
| 3      | Dr. Frankenstein                   | Ice Cube & Mr. Short Khop        | 4:54 |
| 4      | Fuck Dying                         | Ice Cube & KoЯn                  | 4:03 |
| 5      | War & Peace                        | Ice Cube                         | 3:18 |
| 6      | Ghetto Vet                         | Ice Cube                         | 5:05 |
| 7      | Greed                              | Ice Cube                         | 4:29 |
| 8      | MP                                 | Master P                         | 0:49 |
| 9      | Cash Over Ass                      | Ice Cube                         | 4:21 |
| 10     | The Curse of Money                 | Ice Cube & Mack 10               | 3:39 |
| 11     | The Peckin' Order                  | Ice Cube                         | 3:21 |
| 12     | Limos, Demos & Bimbos              | Ice Cube & Mr. Short Khop        | 3:51 |
| 13     | Once Upon A Time In The Projects 2 | Ice Cube                         | 3:05 |
| 14     | If I Was Fuckin' You               | Ice Cube & Mr Short Khop & K-Mac | 3:28 |
| 15     | X-Bitches                          | Ice Cube                         | 4:59 |
| 16     | Extradition                        | Ice Cube                         | 4:38 |
| 17     | 3 Strikes You In                   | Ice Cube                         | 4:34 |
| 18     | Penitentiary                       | Ice Cube                         | 4:12 |